# Santa Creu de Moia

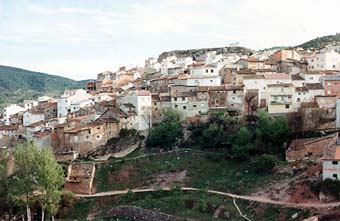
Vista de Santa Creu de Moia

Regne de València l'any 1441 amb aquest municipi

Santa Creu de Moia (en castellà i oficialment Santa Cruz de Moya) és un municipi de Castella - la Manxa a la província de Conca, dins de la comarca de la Serranía, que va pertànyer a l'antic regne de València, tot i que inicialment fou reconquerit per Alfons VIII de Castella el 1183.

## Geografia
És a 763 metres d'altitud sobre la vall del riu Túria, en la comarca de la Serrania, en la subcomarca de la Serrania Baixa, forma part dels municipis anteriorment adscrits al Marquesat de Moia.
El terme té una gran extensió, i així limita amb la comarca del Racó d'Ademús pel nord i amb la dels Serrans pel sud, ambdós pertanyents al País Valencià, i amb els municipis de Manzaneruela, Graja de Campalbo i Moya, pertanyents a la província de Conca, per l'oest, i amb Arcos de las Salinas, pertanyent a la província de Terol) per l'est.

### Nuclis
Posseïx, a part del nucli principal de població, tres més: La Higueruela, La Olmeda i Las Rinconadas.

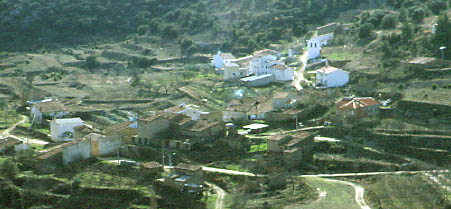
Las Higueruelas
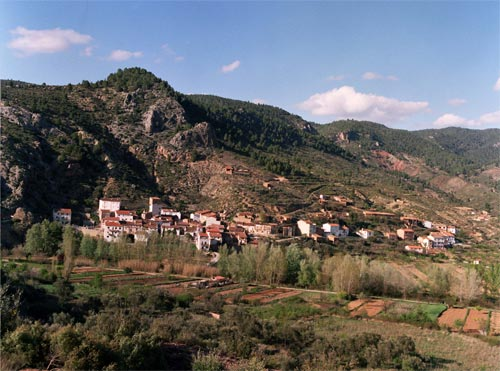
La Olmeda
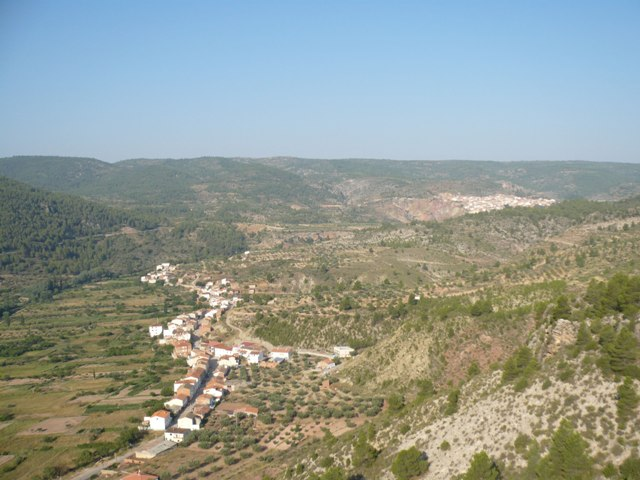
Las Rinconadas

## Història
El castell de Serra, nom que rebia la fortalesa àrab, va ser conquerit el 1219 per l'arquebisbe de Toledo, i un any més tard va ser lliurat en feu al seu cosí Gil Garcés de Azagra juntament amb els castells de Serreilla i Mira, formant un pseudosenyoriu que va ser desmuntat el 1231.
Va pertànyer al bisbat de Sogorb des de l'any 1232 fins al 1960.

## Economia
Els cultius de la zona són de caràcter mediterrani, principalment l'oliva i l'ametlla. La vinya va decaure en els últims anys conseqüència de la despoblació, ja que antigament cada casa hi fabricava el seu propi vi. També cal destacar l'horta del Túria, als llogarets de la Olmeda i Las Rinconadas, on són cultivats tomàquets, bledes, carbasses, creïlles, cogombres, bajoques, carlotes, entre d'altres.
La poma espedriega (o esperiega) era i encara és l'arbre fruiter per excel·lència, tot i que també hi ha presseguers, pruneres, pereres, etc.

## Patrimoni històric
- Ermita de l'Esperit Sant (Ermita del Espíritu Santo en castellà)
- Pont Gran sobre el riu Túria
- Les Simes (Las Simas en castellà)
- Orchova i el riu d'Arcos
- Pont de La Olmeda
- Monument al Guerriller. Monòlit prop de la població, per la carretera en direcció a Conca. És una escultura i una placa commemorativa en homenatge als guerrillers (maquis) que van lluitar contra la dictadura franquista i que van tenir una de les seues bases principals i la seua àrea d'actuació a les muntanyes i els boscos de la zona.[5]